# Casa de Borja

Escudo pontificio de Su Santidad el papa Calixto III, con las armas de los Borja o Borgia

Escudo pontificio de Su Santidad el papa Alejandro VI, con las armas de los Borja o Borgia.

La casa de Borja (en italiano: Borgia) fue una casa noble española con origen en el pueblo aragonés de Borja y establecida en Játiva, reino de Valencia, posteriormente en Gandía y la península itálica. Fue muy influyente durante el Renacimiento, produciendo dos papas: Calixto III y Alejandro VI. Su nombre original es Borja (['bɔɾ.d͡ʒa]), apellido aragonés procedente de su localidad de origen. La grafía fue italianizada para algunos de sus miembros, que son conocidos como Borgia.

## Legado histórico
Han pasado a la historia como una familia cruel y deseosa de poder, además de salir de situaciones que parecían perdidas. El papa Alejandro VI (Rodrigo de Borja), Juan de Borja y Cattanei, Lucrecia y César Borja son algunos de sus miembros más conocidos.
Con la llegada a la sede papal de Rodrigo de Borja, bajo el nombre de Alejandro VI, en 1492, empezaron las intrigas y disputas entre los pequeños estados en los que estaba dividido el territorio de la actual Italia. Los Sforza, los Orsini o los Farnesio fueron, a la par que aliados, enemigos de los Borgia. Se dice que el papa Alejandro VI tuvo la idea de aumentar los Estados Pontificios a gran parte del territorio italiano y pasar a su dinastía los derechos —tanto los territorios como la jefatura de la Iglesia católica— aunque es tan solo una hipótesis.
Tras la muerte de Alejandro VI en 1503, debido probablemente a la malaria, aunque se especula que pudo ser envenenado, su hijo César —personaje del que se dice que inspiró a Maquiavelo para escribir El príncipe— huyó a Viana (Navarra) y murió en 1507 combatiendo junto a su cuñado, el rey navarro Juan III de Albret. Mientras, su hermana Lucrecia continuó la labor de mecenas de su padre en Ferrara.

Pocos personajes antiguos han padecido una tan sistemática y duradera deformación de su realidad histórica, como la que ha soportado la familia Borgia/Borja, y especialmente Alejandro VI y sus más célebres vástagos, César y Lucrecia. Pocos son también los que pueden ilustrar de una forma tan extrema la relación conflictiva entre la Iglesia como institución y las esferas del poder secular y espiritual. Todo ello en el preciso momento en que la sociedad europea iniciaba un florecimiento artístico y un debate espiritual e intelectual espectacular y novedoso, inspirado por el descubrimiento de la civilización griega, que cristalizará en el pensamiento humanista y en un desarrollo creativo que moldeó el abandono del mundo medieval para dejar paso a un verdadero ‘Renacimiento’ cultural y social.
Jordi Savall, Turín, 27 de mayo de 2010.

## Mecenazgo
La actividad de mecenazgo de los Borgia fue muy importante y alcanzó a artistas tan famosos como Miguel Ángel, Pinturicchio, Bartolommeo Veneto, Tiziano y el Bosco, quienes fueron protegidos en algún momento de su vida artística por los Borgia. A esta protección se deben algunas de sus obras más conocidas. El mecenazgo más importante que realizaron los Borgia fue el del pintor, inventor y científico Leonardo da Vinci, quien diseñó numerosas máquinas de guerra para el ejército papal.

## Algunos miembros del linaje
| Algunos miembros del linaje |
| --- |
| \| 1. Calixto III, papa. 2. Alejandro VI, papa. 3. Francisco de Borja y Navarro de Alpicat, obispo de Teano, cardenal y camarlengo del Colegio cardenalicio. 4. Juan de Borja Llançol (Lanzol) de Romaní, el mayor, patriarca latino de Constantinopla, diplomático, cardenal y arzobispo católico. 5. Pedro Luis de Borja, I duque de Gandía. 6. Juan de Borja y Cattanei, II duque de Gandía, duque de Sessa, gran condestable de Nápoles, gobernador de San Pedro y capitán general de la iglesia. 7. César Borgia, Duque de Valentinois, duque de Romagna, príncipe de Andria y Venafro, conde de Doys, cardenal y confaloniero del ejército papal. 8. Lucrecia Borgia, duquesa de Bisceglie y princesa - duquesa de Ferrara. 9. Jofré Borgia, príncipe de Squillace y conde de Alvito. 10. Angela Borgia o Angela de Borja, señora de Sassuolo. 11. Francisca de Jesús (Isabel de Borja y Enríquez), monja clarisa y escritora espiritual. 12. Hércules II de Este y Borgia, duque de Ferrara y duque de Módena y Reggio. 13. Francisco de Borja y Aragón, santo, III General de la Compañía de Jesús, IV duque de Gandía, I marqués de Lombay, grande de España y Virrey de Cataluña. 14. Luisa de Borja y Aragón, duquesa de Villahermosa y condesa de Ribagorza. Conocida por su religiosidad, se le da el sobrenombre de la Santa Duquesa. 15. Claudio de Borbón-Busset y Borgia, noble francés, caballero ordinario del consejo del rey y caballero de la Orden de San Miguel, gobernador de Limousin, I barón y luego conde de Busset, barón de Puyagut y Châlus. 16. Juan de Borja y Castro, militar, diplomático y hombre de Estado español. I conde de Mayalde y conde consorte de Ficalho (en Portugal). 17. Tomás de Borja y de Castro-Pinós, religioso español, obispo de Málaga, arzobispo de Zaragoza y capitán general de Aragón. 18. Fernando de Borja y Aragón, III conde de Mayalde y príncipe de Esquilache, virrey de Aragón, virrey de Valencia y gentilhombre de su Real Cámara de la Real Casa y Patrimonio de la Corona de España. 19. Enrique I de Guisa, tercer duque de Guisa, líder de la Santa Liga durante las Guerras de religión de Francia y aspirante al trono del Reino de Francia. 20. Francisco de Sandoval y Rojas (Francisco Gómez de Sandoval-Rojas y Borja), V marqués de Denia, I marqués de Cea, sumiller de Corps, caballerizo mayor, I duque de Lerma, primer ministro y valido de Felipe III, rey de España y de Portugal. 21. Juan de Borja y Armendia, presidente, gobernador y capitán general de la Real Audiencia de Santafé de Bogotá, del Nuevo Reino de Granada. 22. Inocencio X, Papa. 23. Íñigo de Borja y Velasco, militar, caballero de la Orden de Santiago y comendador de Membrilla en dicha orden. 24. Gaspar de Borja y Velasco, cardenal y virrey de Nápoles. 25. Francisco de Borja y Aragón, II conde de Mayalde, príncipe de Esquilache, virrey de Perú y poeta. 26. Melchor de Borja y Velasco, marino, caballero de la Orden de Malta y comendador de Aliaga en dicha orden, miembro del Consejo de Guerra y capitán general de las galeras de España, de Nápoles y de Sicilia. Maestre de Campo de Portugal. 27. Francisco de Borja y Miguel, sacerdote católico español, sexto obispo del Tucumán entre 1668 y 1679 y décimo séptimo obispo de Trujillo entre 1679 y 1689. 28. Carlos de Aragón de Gurrea y de Borja, IX duque de Villahermosa, conde de Ficalho, conde de Luna, gobernador de los Países Bajos, caballero de la orden del Toisón de Oro 1678 y virrey de Cataluña. 29. Luisa de Guzmán, reina consorte de Portugal (1640–1656) y regente de Portugal (1656–1662), cónyuge del rey Juan IV de Portugal. 30. Catalina Enriqueta de Braganza, infanta de Portugal y reina consorte de Inglaterra, Escocia e Irlanda como cónyuge del rey Carlos II de Inglaterra, Escocia e Irlanda. 31. Ana Francisca de Borja y Doria, condesa de Lemos y virreina de Perú. 32. Pedro II de Portugal, regente y rey de Portugal. 33. Francisco Javier de Uriarte y Borja, marino y militar español, 18.º capitán general de la Real Armada Española. 34. Pacífico Chiriboga y Borja, político y terrateniente ecuatoriano, vicepresidente y presidente encargado, de la República del Ecuador. Fue, además, alcalde de Quito, senador y ministro de Estado. 35. Juan Borja y Lizarzaburu, jurisconsulto, político y mártir ecuatoriano. 36. Pedro Ignacio Lizarzaburu y Borja, militar, político y jurista ecuatoriano, miembro del Pentavirato que gobernó el Ecuador en 1883. 37. Luis Felipe Borja Pérez (padre), jurisconsulto, político, literato y maestro ecuatoriano. 38. César Borja Lavayen, médico, investigador, escritor, poeta parnasiano, diputado, alcalde de Guayaquil, ministro y político ecuatoriano. 39. Juan Borja Mata, jurisconsulto, político y revolucionario liberal ecuatoriano. 40. Carlos Cordovez Borja, pionero de la radiodifusión en el Ecuador, ingeniero electricista, empresario, mecenas e inventor ecuatoriano. 41. Arturo Borja, poeta modernista ecuatoriano. 42. Rosa Borja Febres - Cordero de Icaza (Ycaza), escritora, ensayista, dramaturga, socióloga, poetisa, novelista, feminista y activista ecuatoriana. 43. Luz Elisa Borja Martínez, poetisa, pianista, pintora y escultora ecuatoriana. 44. Jacques de Bourbon Busset, XIV conde de Busset, escritor, miembro de la Academia Francesa, ministro y diplomático francés. 45. Piedad Larrea Borja, escritora, poetisa, filóloga y catedrática ecuatoriana. 46. Carlos Hugo de Borbón-Parma, pretendiente carlista al trono de España. 47. Rodrigo Borja Cevallos, expresidente de la República del Ecuador. 48. Sixto Enrique de Borbón, pretendiente carlista al trono de España. \| |
| 1. Calixto III, papa. 2. Alejandro VI, papa. 3. Francisco de Borja y Navarro de Alpicat, obispo de Teano, cardenal y camarlengo del Colegio cardenalicio. 4. Juan de Borja Llançol (Lanzol) de Romaní, el mayor, patriarca latino de Constantinopla, diplomático, cardenal y arzobispo católico. 5. Pedro Luis de Borja, I duque de Gandía. 6. Juan de Borja y Cattanei, II duque de Gandía, duque de Sessa, gran condestable de Nápoles, gobernador de San Pedro y capitán general de la iglesia. 7. César Borgia, Duque de Valentinois, duque de Romagna, príncipe de Andria y Venafro, conde de Doys, cardenal y confaloniero del ejército papal. 8. Lucrecia Borgia, duquesa de Bisceglie y princesa - duquesa de Ferrara. 9. Jofré Borgia, príncipe de Squillace y conde de Alvito. 10. Angela Borgia o Angela de Borja, señora de Sassuolo. 11. Francisca de Jesús (Isabel de Borja y Enríquez), monja clarisa y escritora espiritual. 12. Hércules II de Este y Borgia, duque de Ferrara y duque de Módena y Reggio. 13. Francisco de Borja y Aragón, santo, III General de la Compañía de Jesús, IV duque de Gandía, I marqués de Lombay, grande de España y Virrey de Cataluña. 14. Luisa de Borja y Aragón, duquesa de Villahermosa y condesa de Ribagorza. Conocida por su religiosidad, se le da el sobrenombre de la Santa Duquesa. 15. Claudio de Borbón-Busset y Borgia, noble francés, caballero ordinario del consejo del rey y caballero de la Orden de San Miguel, gobernador de Limousin, I barón y luego conde de Busset, barón de Puyagut y Châlus. 16. Juan de Borja y Castro, militar, diplomático y hombre de Estado español. I conde de Mayalde y conde consorte de Ficalho (en Portugal). 17. Tomás de Borja y de Castro-Pinós, religioso español, obispo de Málaga, arzobispo de Zaragoza y capitán general de Aragón. 18. Fernando de Borja y Aragón, III conde de Mayalde y príncipe de Esquilache, virrey de Aragón, virrey de Valencia y gentilhombre de su Real Cámara de la Real Casa y Patrimonio de la Corona de España. 19. Enrique I de Guisa, tercer duque de Guisa, líder de la Santa Liga durante las Guerras de religión de Francia y aspirante al trono del Reino de Francia. 20. Francisco de Sandoval y Rojas (Francisco Gómez de Sandoval-Rojas y Borja), V marqués de Denia, I marqués de Cea, sumiller de Corps, caballerizo mayor, I duque de Lerma, primer ministro y valido de Felipe III, rey de España y de Portugal. 21. Juan de Borja y Armendia, presidente, gobernador y capitán general de la Real Audiencia de Santafé de Bogotá, del Nuevo Reino de Granada. 22. Inocencio X, Papa. 23. Íñigo de Borja y Velasco, militar, caballero de la Orden de Santiago y comendador de Membrilla en dicha orden. 24. Gaspar de Borja y Velasco, cardenal y virrey de Nápoles. 25. Francisco de Borja y Aragón, II conde de Mayalde, príncipe de Esquilache, virrey de Perú y poeta. 26. Melchor de Borja y Velasco, marino, caballero de la Orden de Malta y comendador de Aliaga en dicha orden, miembro del Consejo de Guerra y capitán general de las galeras de España, de Nápoles y de Sicilia. Maestre de Campo de Portugal. 27. Francisco de Borja y Miguel, sacerdote católico español, sexto obispo del Tucumán entre 1668 y 1679 y décimo séptimo obispo de Trujillo entre 1679 y 1689. 28. Carlos de Aragón de Gurrea y de Borja, IX duque de Villahermosa, conde de Ficalho, conde de Luna, gobernador de los Países Bajos, caballero de la orden del Toisón de Oro 1678 y virrey de Cataluña. 29. Luisa de Guzmán, reina consorte de Portugal (1640–1656) y regente de Portugal (1656–1662), cónyuge del rey Juan IV de Portugal. 30. Catalina Enriqueta de Braganza, infanta de Portugal y reina consorte de Inglaterra, Escocia e Irlanda como cónyuge del rey Carlos II de Inglaterra, Escocia e Irlanda. 31. Ana Francisca de Borja y Doria, condesa de Lemos y virreina de Perú. 32. Pedro II de Portugal, regente y rey de Portugal. 33. Francisco Javier de Uriarte y Borja, marino y militar español, 18.º capitán general de la Real Armada Española. 34. Pacífico Chiriboga y Borja, político y terrateniente ecuatoriano, vicepresidente y presidente encargado, de la República del Ecuador. Fue, además, alcalde de Quito, senador y ministro de Estado. 35. Juan Borja y Lizarzaburu, jurisconsulto, político y mártir ecuatoriano. 36. Pedro Ignacio Lizarzaburu y Borja, militar, político y jurista ecuatoriano, miembro del Pentavirato que gobernó el Ecuador en 1883. 37. Luis Felipe Borja Pérez (padre), jurisconsulto, político, literato y maestro ecuatoriano. 38. César Borja Lavayen, médico, investigador, escritor, poeta parnasiano, diputado, alcalde de Guayaquil, ministro y político ecuatoriano. 39. Juan Borja Mata, jurisconsulto, político y revolucionario liberal ecuatoriano. 40. Carlos Cordovez Borja, pionero de la radiodifusión en el Ecuador, ingeniero electricista, empresario, mecenas e inventor ecuatoriano. 41. Arturo Borja, poeta modernista ecuatoriano. 42. Rosa Borja Febres - Cordero de Icaza (Ycaza), escritora, ensayista, dramaturga, socióloga, poetisa, novelista, feminista y activista ecuatoriana. 43. Luz Elisa Borja Martínez, poetisa, pianista, pintora y escultora ecuatoriana. 44. Jacques de Bourbon Busset, XIV conde de Busset, escritor, miembro de la Academia Francesa, ministro y diplomático francés. 45. Piedad Larrea Borja, escritora, poetisa, filóloga y catedrática ecuatoriana. 46. Carlos Hugo de Borbón-Parma, pretendiente carlista al trono de España. 47. Rodrigo Borja Cevallos, expresidente de la República del Ecuador. 48. Sixto Enrique de Borbón, pretendiente carlista al trono de España.       |

### Los Borja o Borgia de la Casa del Ducado de Gandía

Escudo de armas del Ducado de Gandía de los Borja o Borgia

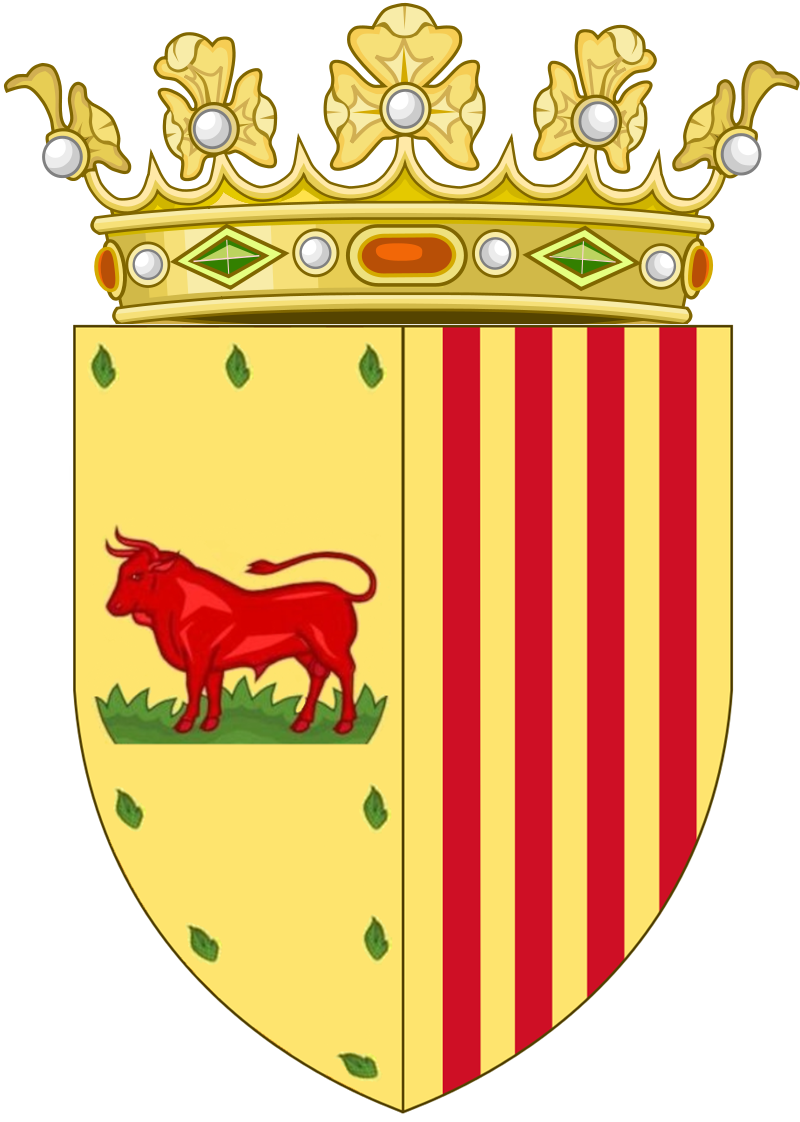
Escudo de armas de San Francisco de Borja y Aragón, duque de Gandía

Escudo de armas de Rodrigo Borja Cevallos como caballero de la Orden de Isabel la Católica

El ducado de Gandía fue el feudo de la Casa de Gandía, que a su vez era la familia de nobles española cabeza del linaje valenciano de los Borja, que se trasladó a Roma. Alfonso de Borja se convirtió en el papa Calixto III. Rodrigo de Borja, sobrino de Calixto III, fue nombrado cardenal y sirvió a los intereses diplomáticos de Fernando el Católico. Como premio a sus servicios, el rey Fernando otorgó a Pedro Luis de Borja (Borgia), hijo del cardenal, el título de primer duque de Gandía (1483). Heredó el título su medio hermano Juan de Borja y Cattanei (hijo de Vannozza Cattanei), jefe del Ejército pontificio al convertirse su padre en el papa Alejandro VI.
El cuarto duque, Francisco de Borja y Aragón (1511-1572), al que se le dio el título de marqués de Llombay, ingresó en la Compañía de Jesús y fue canonizado en 1671 como san Francisco de Borja.
En 1520, el emperador Carlos V lo incluyó como uno de los veinticinco Grandes de España de Primera Creación también conocidos como Grandes de España Inmemoriales. En 1693 el ducado de Gandía tuvo un importante papel en el estallido de la Segunda Germanía.
Tras la muerte sin sucesión del XI Duque de Gandía, Luis Ignacio Francisco de Borja y Centellas Fernández de Córdoba, jefe de toda la familia, en 1740, Francisco José de Borja y Paz Duque de Estrada, nacido en Riobamba (Ecuador) en 1693,  aunque considerado por sus contrarios de línea ilegítima,  acudió al Consejo Supremo de Castilla el 12 de agosto de 1741, como único descendiente de la línea legítima agnaticia rigurosa varonil en que se basaba el mayorazgo desde su creación, ratificado -ex novo- por varios Duques de Gandía de la Casa Borja , frente a los derechos de la hermana del difunto, María Antonia de Borja, quien entretanto había sido posesionada de esos títulos y titulada como XII Duquesa de Gandía.
La litis a la que Francisco José de Borja y Paz Duque de Estrada compareció en el Real y Supremo Consejo de Castilla con dignidad de sucesión a los Títulos y Estados de la Casa Ducal de Gandía, se continuó en nombre de su hijo Lucas Vicente Joaquín de Borja y Lasteros, nacido en Quito (Ecuador), pues Francisco José de Borja y Paz Duque de Estrada, desde su viudez, se dedicó a la carrera eclesiástica, graduándose de Teología. Ocupó la Silla de Deán de la Catedral de Puebla de los Ángeles, en México.
A la muerte de María Ana Antonia Luisa de Borja Aragón y Centelles, XII duquesa de Gandía, duquesa consorte de Béjar, en 1748. El pleito continuó entre Lucas Vicente Joaquín de Borja y Lasteros, el conde-duque de Benavente, el duque de Villahermosa y los marqueses de Alcañices y Ariza, todos pertenecientes a varias ramas de la familia Borja.
Después de la muerte de la XII duquesa de Gandía, en 1748, el título de duque de Gandía quedó vinculado al de conde-duque de Benavente, por ser Antonio Francisco Alfonso Pimentel de Quiñones López de Zúñiga Sotomayor y Mendoza esposo de María Ignacia Juana Magdalena de Borja Aragón y Centelles (hermana de la duquesa).
Los estados y títulos fueron incorporados por sentencia de Tenuta, del Real y Supremo Consejo de Castilla, de 28 de julio de 1755, de que se libró Carta Ejecutoria en Madrid, el 10 de marzo de 1756, a la Casa de los condes-duques de Benavente a favor de Francisco de Borja Gregorio José Ignacio Pimentel y Borja, conde-duque de Benavente, hijo mayor de Ignacia de Borja y Centellas Fernández de Córdoba, hermana de la última duquesa fallecida.
Luego, María Josefa Pimentel y Téllez-Girón lo ingresó al ducado de la Casa de Osuna cuando contrajo matrimonio en 1771.

#### Descendencia patrilineal o agnaticia
En la actualidad la única descendencia patrilineal, es decir, de la filiación referida exclusivamente al padre y que, por ello, conserva el apellido paterno, o agnaticia, que desciende por línea recta de varón en varón y que, igualmente, mantiene el apellido paterno, de la familia Borja o Borgia, proveniente en línea directa de Juan de Borja y Cattanei, II duque de Gandía y María Enríquez de Luna, que continuó Lucas Vicente Joaquín de Borja y Lasteros, hijo de Francisco José de Borja y Paz Duque de Estrada, se encuentra en Ecuador y Chile. Uno de sus descendientes destacados es Rodrigo Borja Cevallos, expresidente de la República del Ecuador.

### Los Borja o Borgia de la Casa de Borbón-Busset

Escudo de armas de César Borgia, duque de Valentinois

En 1507 muere César Borgia en Navarra, hijo del papa Alejandro VI (Rodrigo de Borja) y Vannozza Cattanei, dejando como única heredera a su única hija Luisa Borgia y Albret (1500-1553), duquesa de Valentino, fruto de su matrimonio con la hermana de Juan III de Albret rey de Navarra, Carlota de Albret.
Luisa Borgia y Albret, se casa con Felipe de Borbón, nieto del Obispo de Lieja, Luis. El hijo de Luisa y Felipe, Claudio de Borbón-Busset y Borgia, se convirtió en el primer conde de Borbón-Busset.
Tras la muerte de Enrique III de Francia sin sucesión comienza una batalla por la sucesión, con varios candidatos al trono de Francia: Enrique III de Navarra, el cardenal Carlos de Borbón, César de Borbón-Busset (1565–1630), quien era el pariente más cercano al fallecido rey Enrique III, pero al considerarse de ascendencia ilegítima, por descender del Obispo de Lieja y del Papa Alejandro VI Borgia, finalmente Enrique III de Navarra es quien accede al trono de Francia, bajo el nombre de Enrique IV de Francia.
En la actualidad los Borbón-Busset están representados, entre otras líneas, por Carlos Javier de Borbón-Parma (n. 1970), pretendiente carlista al trono de España, hijo de Carlos Hugo de Borbón-Parma (1930-2010): y, nieto de Javier de Borbón-Parma y de Marie Madeleine de Bourbon-Busset (1898-1984), condesa de Lignières.

## En la cultura popular
Ensayos
- 2000 Los Borja, familia y mito (Els Borja. Família i mite) de Joan Francesc Mira.
- 2006. Los 7 Borgia de Ana Martos Rubio.
- 2006. El Papa Borgia. Un inédito Alejandro VI liberado al fin de la leyenda negra de Lola Galán y José Catalán Deus.
- 2008. El Príncipe del Renacimiento: vida y leyenda de César Borgia de José Catalán Deus.

Novelas
- 1839 Los Borgia de Alejandro Dumas.
- 1926 A los pies de Venus de Vicente Blasco Ibáñez.
- 1952 De scharlaken stad (La Ciudad Escarlata) de Hella Haasse.
- 1958 Los Borgia de Jean Plaidy.
- 1981 The Antipope de Robert Rankin.
- 1996 Borja Papa de Joan Francesc Mira.
- 1998 O César o nada de Manuel Vázquez Montalbán.
- 2001 Los Borgia de Mario Puzo.
- 2003 Yo, Lucrecia Borgia de John Faunce.
- 2003 Mirror, Mirror de Gregory Maguire.
- 2005 The Borgia Bride de Jeanne Kalogridis.
- 2005 Queen of the Slayers de Nancy Holder.
- 2006 The Medici Seal de Theresa Breslin.
- 2009 Los Borgia y sus enemigos de Christopher Hibbert.
- 2009 Assassin's Creed: Renacimiento de Oliver Bowden. Novelización del videojuego Assassin's Creed II.
- 2010 Assassin's Creed: Brotherhood de Oliver Bowden. Novelización del videojuego Assassin's Creed: La Hermandad.
- 2023 En el nombre del poder de Juanjo Braulio

Artes escénicas
- 1883 Lucrezia Borgia. Ópera de Gaetano Donizetti estrenada en Milán el 26 de diciembre de 1883.

Filmografía
- 1910 Lucrezia Borgia'.
- 1926 Lucrezia Borgia.
- 1940 Lucrèce Borgia, película francesa.
- 1947 Lucrecia Borgia, film de parodia argentina, dirigida por Luis Bayón Herrera sobre el guion de Rodolfo Manuel Taboada con la asesoría literaria de León Klimovsky.
- 1949 El Príncipe de los zorros, película dirigida por Henry King y basada en la novela homónima escrita por Samuel Shellabarger en 1947.
- 1949 La máscara de los Borgia (Mitchell Leisen), interpretado por Macdonald Carey.
- 1961 El Duque Negro (Pino Mercanti), interpretado por Cameron Mitchell.
- 1966 L'uomo che ride. Película de producción franco-italiana dirigida por Sergio Corbucci y basada muy libremente en la novela El hombre que ríe, de Victor Hugo, trasladando la acción a la Italia del Renacimiento. El papel de César Borgia es interpretado por Edmund Purdom.
- 1974 Cuentos inmorales (Contes Immoraux) de Walerian Borowczyk, uno de los episodios se dedica a la familia Borgia, interpretado por Lorenzo Berinizi.
- 1981 Los Borgia, serie de la BBC.
- 2006 Los Borgia, película española dirigida por Antonio Hernández Núñez.
- 2000 The Conclave, dirigida por Paul Donovan.
- 2009 Assassin's Creed: Lineage, miniserie de ficción de la saga de videojuegos donde aparece Rodrigo Borgia.
- 2011 The Borgias, serie dirigida por Neil Jordan.
- 2011 Borgia, serie creada por Tom Fontana y dirigida por Oliver Hirschbiegel.
- 2012 Horrible Histories, (en español: Historias Horribles), serie infantil en la que aparecen en el episodio 9 de la cuarta temporada.

Cómics
- 2001 Cantarella. Shōjo manga de corte fantástico.
- 2005 Cesare. Shōjo manga de ficción que narra la adolescencia de César Borgia durante su estancia en la Universidad de Pisa.
- 2006 Los Borgia (Borgia, París, 2004-2010), serie de 4 álbumes, con Alejandro Jodorowsky, como guionista, y Milo Manara, como dibujante.

Videojuegos
En la Saga de juegos de ciencia ficción de Assassin's Creed aparecen varios personajes de esta familia destacando los mitos de su leyenda negra y haciendo que cualquier parecido con la realidad sea pura coincidencia ya que se ciñe a la ficción creada por la saga.
- 2009. Assassin's Creed 2 aparece como villano principal en el videojuego Rodrigo Borgia.
- 2009. Assassin's Creed II: Discovery, donde vuelve a hacer acto de presencia el papa Alejandro VI.
- 2010. Assassin's Creed: Project Legacy.
- 2010. Assassin's Creed: Brotherhood hacen acto de presencia César Borgia, Lucrecia Borgia, Rodrigo Borgia (Alejandro VI) y Juan de Borja, el mayor como antagonistas principales de la historia.